# Firschnitzbach
Der Firschnitzbach ist ein Bach in der Gemeinde Virgen (Bezirk Lienz). Er mündet südlich von Virgen-Dorf in die Isel.

## Verlauf
Der Firschnitzbach entspringt südlich der Firschnitzscharte (2768 m ü. A.) in einem Talkessel der Virger Nordkette zwischen Zinizachspitze (2754 m ü. A.), Mittereggspitze (3044 m ü. A.), Nördlicher Göriacher Röte (3011 m ü. A.), Südlicher Göriacher Röte (3020 m ü. A.), Bretterspitze (3001 m ü. A.) und Pegömlspitze (2726 m ü. A.). Er fließt in der Folge nach Süden durch das Hochtal Firschnitz und nach Erreichen der Baumgrenze dann im Wald talwärts. Er passiert im Mittellauf die Allerheiligenkapelle und den Ort Marin auf dem rechten Hang und zieht danach durch Göriach und den Westen von Virgen-Dorf. Im Unterlauf passiert der Bach landwirtschaftlich genutzte Flächen, bevor er linksseitig in die untere Isel mündet.

## Wildbachverbauung
Am 4. August 2012 riss der Frischnitzbach eine Schlammlawine mit sich, die 22 Häuser beschädigte und acht Brücken- bzw. Fußgängerstege wegriss. Auch die Strom- und Trinkwasserversorgung war unterbrochen, so dass rund 1000 Haushalte vorübergehend ohne Strom waren. Laut später erfolgten Meldungen waren insgesamt 30 Objekte und 20 Landwirtschaften direkt betroffen, das Schadensvolumen wurde mit 2,3 Mio. Euro beziffert. Im Juli 2015 wurde mit Wildbach- und Lawinenverbauungen begonnen, um derartige Ereignisse am Firschnitzbach zu verhindern. Hauptteil des sechs Millionen Euro schweren Verbauungsprojekts war eine große Geschiebedosiersperre und ein Lawinenleitdamm. Die Kosten wurden zu rund 62 Prozent vom Bund getragen, 22 Prozent übernahm das Land, 10 Prozent die Gemeinde und sechs Prozent die Landesstraßenverwaltung. Die 17,8 Meter hohe Geschieberückhaltesperre mit einer Gesamtspannweit von 75 Metern wurde 2016 fertiggestellt, das Gesamtprojekt soll bis Ende 2021 umgesetzt sein.